# Hyphinoe yaguachiensis
Hyphinoe yaguachiensis är en insektsart som beskrevs av Goding. Hyphinoe yaguachiensis ingår i släktet Hyphinoe och familjen hornstritar. Inga underarter finns listade i Catalogue of Life.